# La Voix (film)
Pour les articles homonymes, voir La Voix.
Pour plus de détails, voir Fiche technique et Distribution.
La Voix est un film français réalisé Pierre Granier-Deferre, d'après l'œuvre de l'écrivain français Pierre Drieu la Rochelle, et sorti en salles en 1992.

## Synopsis
À Rome, un homme et une femme, amants, passent une journée paisible jusqu'à ce qu'en soirée au restaurant, attablés, Gilles semble reconnaître dans la pièce la voix d'une femme qu'il a aimée passionnément.

## Fiche technique
- Titre : La Voix
- Réalisation : Pierre Granier-Deferre
- Scénario : Pierre Granier-Deferre et Christine Miller d'après la nouvelle de Pierre Drieu la Rochelle
- Durée : 86 minutes
- Pays d'origine:  France
- Format : couleurs - Dolby
- Musique : Philippe Sarde
- Genre : drame
- Dates de sortie : 
  -  France : 4 mars 1992

## Distribution
- Nathalie Baye : Lorraine
- Sami Frey : Gilles
- Laura Morante : Laura
- Jean-Claude Dreyfus : le maitre d'hôtel
- Georges Claisse : Michele
- Jerry Di Giacomo
- Anna Di Pietra
- Sylvia Galmot
- Alexandra Gonin
- Nicolo Grossi
- Tamio Ikeda
- Agnès Pelletier
- Yann Roussel
- Dominique Zardi : le serveur